# Pseudoprosopis bampsiana
Pseudoprosopis bampsiana là một loài thực vật có hoa trong họ Đậu. Loài này được Lisowski miêu tả khoa học đầu tiên.